# Gavilanes (sèrie de televisió)
Gavilanes és una telenovel·la en espanyol que combina l'amor, el suspens i la tensió i és protagonitzada per Claudia Bassols i Rodolfo Sancho. És una adaptació en format de sèrie setmanal, de la telenovel·la colombiana Pasión de gavilanes, pel que conseqüentment, els personatges originals van ser modificats i els seus perfils reescrits per a l'audiència espanyola. La sèrie es va estrenar el 19 d'abril de 2010. El 15 de juny del 2010 es confirma que la sèrie tindrà una segona temporada. L'1 de novembre de 2010 va començar la segona temporada amb la incorporació de nous personatges interpretats per Mercè Llorens i Adrià Collado i la baixa de Marta Calvó durant un dels episodis. La sèrie va finalitzar el 22 de febrer de 2011 després d'haver emès dues temporades.

## Argument
La història d'aquesta sèrie gira entorn dels germans Reyes, Juan (Rodolfo Sancho), Óscar (Roger Berruezo) i Frank (Alejandro Albarracín), qui juren venjar la mort de la seva germana, el que els porta a instal·lar-se com a treballadors a la mansió de la família Elizondo. El profund odi comença a canviar quan els germans Reyes s'integren a la vida de la família Elizondo. Sorgiran amors, embolics i intrigues, que presidiran el desenvolupament de la sèrie. Però Juan no compta en què la seva vida i les dels seus dos germans es creuarà amb la de les tres filles de Bernardo Elizondo: Norma (Claudia Bassols), Sara (Diana Palazón) i Lucía (Alicia Sanz), corrent el risc de caure presos de la seva pròpia venjança.

## Personatges

### Els Reyes
- Juan Reyes (Rodolfo Sancho): Sota una actitud de responsabilitat i prudència imposada per ell mateix, s'amaga un home impulsiu que lluita per mantenir els seus sentiments ocults. El germà major de la família Reyes entrarà en la companyia Elizondo com a responsable de manteniment sota les ordres de Norma. Per a ell, el més important són els seus germans i conèixer la veritat sobre la mort de la seva germana. Quan conegui a Norma, s'enamorarà d'ella a primera vista i tot i intentar negar-ho i ocultar-ho, mai podrà treure-se-la del cap.
- Óscar Reyes (Roger Berruezo): És ambiciós, seductor i atractiu. A diferència de Juan, desitja passar pàgina després de la mort de Lidia, però decideix acompanyar el seu germà major mogut per les possibilitats que li oferix la finca: luxe, poder, dones atractives, possibilitat d'ascendir i assolir les seves aspiracions socials i econòmiques. Aconseguirà una ocupació en l'Hotel-Spa a les ordres de Sara i iniciarà una relació amb Claudia, la responsable del jardí. Veurà a Sara com una persona rígida i poc arriscada, però partint d'aquesta diferència, ambdós aniran sentint una atracció.
- Frank Reyes (Alejandro Albarracín): El més jove i impulsiu dels tres germans Reyes. Sensible i bona persona al mateix temps, però absolutament incapaç d'amidar les conseqüències de les seves accions. La seva obsessió es diu Rosario Montes, la seva ex nòvia cantant i únic motiu per a no acceptar el treball en la finca. Quan ella l'abandona i marxa de la ciutat, decideix seguir el seu germà Juan i iniciar una nova vida. Treballarà en el magatzem com a mosso de magatzem, on estarà en contacte permanent amb Lucía, que acabarà per encapritxar-se d'ell.

### Els Elizondo
- Norma Elizondo (Claudia Bassols): La major de les germanes Elizondo. Era el braç dret del seu pare i potser, qui més el troba a faltar. Hereva del somni i de la seva forma de veure l'oli d'oliva, és l'única, juntament amb el seu oncle Adrián que entén dels secrets i l'elaboració de l'or líquid. Una dona de bellesa serena, però amb caràcter. Elegant, intel·ligent, sensible i emotiva, però al mateix temps és justa i cerebral per a dur el dia a dia de l'empresa, de la qual és directora. Està promesa a Fernando Ribas, però l'aparició de Juan trastocarà per complet els seus plans i la seva vida.
- Sara Elizondo (Diana Palazón): Freda, metòdica i disciplinada. Un as de les finances i l'organització i un desastre absolut per a les relacions. És directora de l'Hotel Spa, un negoci que va projectar amb el seu pare i que va prometre portar a terme. El seu únic compromís és amb el treball, al que dedica tot el seu temps. Té un mig nòvio de sempre, Leo, amb el qual té una relació còmoda. Menys coqueta que les seves germanes. L'altera i el confon la forma de ser d'Oscar, però encara no serà capaç d'admetre per què. Seran dos pols oposats que s'aniran atraient gràcies al seu treball en comú a l'hotel.
- Lucía Elizondo (Alicia Sanz): Alegre, informal i molt maca. No compartia amb el seu pare l'amor per l'oli d'oliva o pels negocis. És una pèssima estudiant que va deixar la carrera de Dret i des de llavors és responsable de la botiga boutique on es ven la producció d'olis Elizondo i dedica la resta del seu temps a sortir, comprar, flirtejar i donar disgustos a la seva mare. S'encapritxarà de Frank i encara que el començament de la seva relació serà bastant frívol, Lucía anirà mostrant-se a poc a poc com una dona sensible als problemes dels altres i les seves prioritats aniran canviant. El seu principal obstacle per a estar amb Frank serà Rosario Montes i la relació que manté amb Alex, un atractiu jove.
- Bernardo Elizondo † (Roberto Álvarez): Un home fet i un empresari fort i lluitador. Atractiu i capaç de seduir a una dona molt més jove que ell, com Lidia Reyes. Porta una doble vida en molts aspectes. Té una imatge respectada, però al mateix temps ha anat guanyant-se molts més enemics dels que ell mateix pensava. Pare de família adorat per les seves filles, amant d'un somni i de la tradició de l'oli d'oliva, a poc a poc s'aniran destapant les relacions ocultes que mantenia.
- Sofía Cortés (Carme Elías): Vídua de Bernardo Elizondo, amb el qual portava pràcticament tota la seva vida. Atractiva, forta, desconfiada, estricta i decidida. Vol el millor per a les seves filles i intenta controlar moltes de les seves decisions, però gairebé sempre xoca amb la necessitat de Norma de tenir autonomia tant a la seva vida personal com a la professional. Guardarà amb zel molts dels secrets del seu marit fins que arribi un punt en el qual sigui impossible fer-ho. Sentirà frustració en sentir-se arraconada en moltes decisions familiars i empresarials, pel que moltes vegades es veurà obligada a prendre la iniciativa per a fer-se respectar. Des de fa anys manté una relació oculta amb César Romero, l'etern enemic del seu marit.

### Altres personatges
- Fernando Ribas (Fernando Andina): Promès de Norma Elizondo i director comercial de la companyia. Molt ambiciós i encara que està realment enamorat de Norma, haurà de decidir si està més interessat en ella o a satisfer les seves aspiracions. El seu passat no està gens clar i té una doble cara. Solament la mort d'Elizondo impedeix que Fernando abandoni la finca i que Norma sàpiga que l'home amb el qual es va a casar no és qui diu ser. El seu amic i home de confiança és Víctor Abreu.
- Rosario Montes (Norma Ruiz): Coqueta, interessada, superficial, ambiciosa i amb una aspiració clara: triomfar com a cantant. Li costarà apartar la seva mirada d'aquest objectiu i per això, no dubtarà en deixar a Frank. Després d'abandonar la localitat en la qual vivien els germans Reyes, acabarà cantant en el bar "La Frontera", propietat del seu nou nòvio. No obstant això, sofrirà diversos revessos i humiliacions en el seu camí cap a la fama i quan això succeeixi, no tindrà cap problema en recórrer a Frank perquè aquest li proporcioni consol sobre el qual plorar.
- Víctor Abreu (Benito Sagredo): Un personatge sinistre que es mou entre les ombres del món empresarial, manejant favors, influències i amenaces. És l'amic i aliat de Fernando Ribas i la persona que s'ocuparà que no oblidi quins són els seus veritables objectius i no els abandoni pel seu amor cap a Norma. Fred i calculador, però capaç de tenir un buit per a l'amor que sent per Rosario Montes, a qui ha promès ajudar a la seva carrera com a cantant. Superb i arrogant, aviat veurà a Frank com una amenaça a la qual podria ser necessari eliminar.
- Claudia Aguirre (Daniela Costa): La cuidadora de l'enorme extensió de plantes i jardins de la finca Elizondo. Dolça, fresca, atractiva, amb un punt salvatge que la distingeix de les germanes Elizondo i que marca el seu origen humil, igual que el dels germans Reyes. Actuarà com una veu de la consciència dels germans, sobretot Oscar, per a advertir-los que no és bona idea que s'acostin a les germanes Elizondo si no vol complicar-se la vida. Connectarà immediatament amb Óscar.
- Eva Suárez † (Marta Calvó): És la governanta de la finca dels Elizondo. Seriosa, fins a cert punt amargada, continguda i distant amb tot el món. D'origen humil. Té molts comptes pendents amb Sofia i per a Eva, la vídua d'Elizondo serà la principal sospitosa de la seva mort. Per això, decidirà ajudar i encobrir els germans Reyes. De jove va tenir una relació amb Adrián, de la que va néixer un fill. Li van fer creure que havia mort, però quan descobreix que no era cert, comença a buscar-lo amb Adrián, però quan està a punt de trobar-lo mor en un tiroteig.
- Adrián Cortés (Manel Barceló): Germà de Sofia i director de producció de la companyia. És conscient de molts dels secrets que envoltaven a la família, però sempre s'ha mantingut al marge. Era amic íntim d'Elizondo, amb el qual compartia la passió per l'elaboració de l'oli d'oliva.
- Mario Nestares (Jordi Martínez): Capatàs de la finca. Leal a Sofia i sobretot, a Fernando Ribas. Des del principi tindrà entre cella i cella els germans Reyes. Guarda un secret i un trauma que està relacionat amb el vincle que manté amb Claudia.
- César Romero (Joan Massotkleiner): és l'home a qui Sofía va manar que matés a Bernardo Elizondo. Desitja estar amb Sofía, però ella el rebutja. Fernando col·labora amb ell per aconseguir el poder de la finca Elizondo.
- Olivia Cano (Mercé Llorens): és la propietària de la finca on Juan, Frank, Norma i Lucía van a viure durant la segona temporada. És vídua i Sofía li comença a fer xantatge quan descobreix que es va dedicar a la prostitució.
- Álvaro Cuesta (Adrià Collado): advocat que coneixia Sara de la universitat i se la troba després d'haver estat anys sense veure's. Tot i tenir parella, intenta tenir un apropament amb ella.
- Ray (Oriol Vila): és un noi misteriós, que Eva i Adrián el busquen perquè creuen que és el seu fill.

## Episodis i audiències[7]
| Capítol           | Data d'emissió                 | Audiència | Share | Ver |
| ----------------- | ------------------------------ | --------- | ----- | --- |
| PRIMERA TEMPORADA |                                |           |       |     |
| 1 (1)             | Dilluns 19 d'abril de 2010     | 3.374.000 | 17,2% |     |
| 2 (2)             | Dilluns 26 d'abril de 2010     | 3.259.000 | 17,2% |     |
| 3 (3)             | Dilluns 3 de maig de 2010      | 3.010.000 | 16,0% |     |
| 4 (4)             | Dilluns 10 de maig de 2010     | 2.730.000 | 14,3% |     |
| 5 (5)             | Dilluns 17 de maig de 2010     | 2.703.000 | 14,6% |     |
| 6 (6)             | Dilluns 24 de maig de 2010     | 2.652.000 | 14,8% |     |
| 7 (7)             | Dilluns 31 de maig de 2010     | 2.589.000 | 14,8% |     |
| 8 (8)             | Dilluns 7 de juny de 2010      | 2.442.000 | 13,6% |     |
| 9 (9)             | Dilluns 14 de juny de 2010     | 2.383.000 | 13,2% |     |
| 10 (10)           | Dilluns 21 de juny de 2010     | 2.340.000 | 12,6% |     |
| 11 (11)           | Dilluns 28 de juny de 2010     | 2.313.000 | 13,7% |     |
| 12 (12)           | Dilluns 5 de juliol de 2010    | 2.380.000 | 15,2% |     |
| 13 (13)           | Dijous 15 de juliol de 2010    | 2.009.000 | 14,2% |     |
| SEGONA TEMPORADA  |                                |           |       |     |
| 1 (14)            | Dilluns 1 de novembre de 2010  | 2.418.000 | 13,7% |     |
| 2 (15)            | Dilluns 8 de novembre de 2010  | 2.162.000 | 11,8% |     |
| 3 (16)            | Dilluns 15 de novembre de 2010 | 2.169.000 | 11,8% |     |
| 4 (17)            | Dilluns 22 de novembre de 2010 | 2.211.000 | 11,7% |     |
| 5 (18)            | Dilluns 29 de novembre de 2010 | 1.849.000 | 10,8% |     |
| 6 (19)            | Dilluns 13 de desembre de 2010 | 2.225.000 | 13,0% |     |
| 7 (20)            | Dilluns 20 de desembre de 2010 | 2.099.000 | 12,0% |     |
| 8 (21)            | Dimarts 18 de gener de 2011    | 1.803.000 | 9,3%  |     |
| 9 (22)            | Dimarts 25 de gener de 2011    | 2.034.000 | 10,2% |     |
| 10 (23)           | Dimarts 1 de febrer de 2011    | 1.971.000 | 9,7%  |     |
| 11 (24)           | Dimarts 8 de febrer de 2011    | 2.068.000 | 10,7% |     |
| 12 (25)           | Dimarts 15 de febrer de 2011   | 2.129.000 | 11,3% |     |
| 13 (26)           | Dimarts 22 de febrer de 2011   | 2.216.000 | 11,9% |     |